# Leptauchenia
Leptauchenia és un gènere de mamífer extint similar a una cabra. Aquest herbívor terrestre pertany a la família dels mericoidodòntids, dins del grup dels oreodonts. És el gènere tipus de la tribu dels leptauqueninis. Leptauchenia visqué a Nord-amèrica entre l'Oligocè inferior i el Miocè inferior.